# Sherman (Connecticut)
Sherman – miasto w Stanach Zjednoczonych, w stanie Connecticut, w hrabstwie Fairfield.